# Курлея
Курлея — село в Газимуро-Заводском районе Забайкальского края России. Входит в состав сельского поселения «Батаканское».

## География
Село находится в центральной части района на расстоянии примерно 88 километров (по прямой) на северо-восток от села Газимурский Завод. 
Климат
Климат характеризуется как резко континентальный с продолжительной морозной зимой и тёплым летом. Средняя температура воздуха самого холодного месяца (января) составляет −26 — −34 °C; средняя температура самого тёплого месяца (июля) — 15 — 19 °C. Среднегодовое количество атмосферных осадков составляет 350—400 мм.
Часовой пояс
Село Курлея находится в часовой зоне МСК+6. Смещение применяемого времени относительно UTC составляет +9:00.

## Население
Постоянное население составляло 10 человек в 2002 году (русские 100%), 6 человек в 2010 году.